# Глубочецкий сельский совет
Глубочецкий сельский совет (укр. Глибочецька сільська рада) — входит в состав
Борщёвского района
Тернопольской области
Украины.
Административный центр сельского совета находится в 
с. Глубочок.

## Населённые пункты совета
- с. Глубочок